# Steinheil (udde)
Steinheil är en udde i Antarktis. Den ligger i Västantarktis. Argentina, Chile och Storbritannien gör anspråk på området.
Terrängen inåt land är bergig söderut, men norrut är den kuperad. Havet är nära Steinheil åt nordost. Trakten är glest befolkad. Närmaste befolkade plats är Gonzalez Videla Station, 9,7 kilometer väster om Steinheil. 